# ᴙ
Cette page contient des caractères spéciaux ou non latins. S’ils s’affichent mal (▯, ?, etc.), consultez la page d’aide Unicode.
Ne doit pas être confondu avec la lettre cyrillique ia ‹ Я я › ou la lettre hiragana ya ‹ や ›.
ᴙ, appelé petite capitale R réfléchi, est une lettre additionnelle de l’écriture latine qui est utilisée dans l’alphabet phonétique ouralien et qui a été utilisée dans l’alphabet phonétique international.

## Utilisation
Dans l’alphabet phonétique ouralien, ‹ ᴙ › représente une consonne roulée alvéolaire voisée laxe. Sa forme ressemble à la lettre cyrillique ia ‹ я ›.
Dans l’alphabet phonétique international, ‹ ᴙ › a brièvement été utilisé pour représenter une consonne roulée uvulaire sourde (en), avant d’être retiré, notamment dans les Principles de 1912, et aujourd’hui notée [ʀ̥].

## Représentations informatiques
La petite capitale R réfléchi peut être représentée avec les caractères Unicode (Extensions phonétiques) suivants :
| formes    | représentations | chaînes de caractères | points de code | descriptions                                       |
| --------- | --------------- | --------------------- | -------------- | -------------------------------------------------- |
| minuscule | ᴙ               | ᴙ                     | U+1D19         | lettre minuscule latine petite capitale r réfléchi |